# Valentin Cundrič
Valentin Cundrič [valentín cúndrič], slovenski pesnik, pisatelj, dramatik in jezikoslovec, * 14. februar 1938, Poljšica pri Gorjah.
Napisal je 125 del, od tega 91 pesniških zbirk za odrasle, 4 pesniške zbirke za otroke, 15 proznih del, 2 dramski besedili, 7 razprav o jeziku in 6 tekstov za razmislek.

## Življenje
Valentin Cundrič se je rodil v vasi Poljšica, ki leži med Zgornjimi Gorjami in Bledom. Cundričev rod se je na to področje naselil v času, ko je protestantizem na Slovenskem začel izgubljati veljavo. Takrat so oblasti od tod izselile pet protestantskih družin in s cesarskim odlokom v njihove hiše naselile katoliške družine. Cundričeve so iz notranje Avstrije preselili v spodnjo Poljšico, kjer so si ustvarili življenje kot svobodni kmetje. Valentin se je rodil kot eden izmed štirinajstih otrok, od teh jih je deset umrlo, živi pa so ostali hčerka in trije sinovi. Že vse od svojega rojstva je zaznamovan z očesno boleznijo, t. i. mreno. 
Leta 1944 je začel obiskovati osnovno šolo v Zgornjih Gorjah. V razredu je bilo na štirideset učencev, govorili in učili pa so se v slovenskem jeziku, saj so bile Zgornje Gorje na pol partizanska vas. Gimnazijo je obiskoval na Bledu in Jesenicah, kjer je leta 1956 maturiral. Kasneje je odšel v Ljubljano, kjer je na Filozofski fakulteti študiral slavistiko. 1962 je diplomiral na temo povojne jugoslovanske poezije z naslovom »Poslijeratna poezija Jugoslavije« v srbohrvaščini. Marca istega leta je pričel s poučevanjem na osnovni šoli Prežihovega Voranca na Jesenicah. Leta 1971 je pričel s profesuro slovenskega jezika na jeseniški gimnaziji, a je moral zaradi težav z očmi leta 1974 delo prekiniti. Za polovični delovni čas so ga zaposlili na Delavski univerzi na Jesenicah, kjer je do upokojitve opravljal dela in naloge referenta za osnovnošolsko izobraževanje. 
Cundrič je večkrat bolehal za tuberkuloznim vnetjem, leta 1973 pa sta mu odstopili očesni mrežnici, zaradi česar je oslepel na levo oko. Neprestane težave z zdravjem so oblikovale Cundričevo dojemanje sveta. Sam pravi: »V mojih možganih ni trdno zarisane slike sveta /…/ Že navsezgodaj me je obdala tema in moje detinstvo nima zasidrane podobe rojstnega kraja, rojstne hiše, domačih, kar je vsakomur nujno potrebno za zdrav psihičen razvoj. Torej nisem bil pravočasno in kvalitetno obveščen o svetu, ki me je obdajal in sem se predal svetu, ki je bil v meni.« (Pibernik 1981) Bolezen je Cundriča oropala za optično doživljanje stvari in dogodkov okoli njega, zato je optični svet zamenjal z notranjim, bolj simbolnim svetom. Pri osmih letih je v času med boleznijo prvikrat doživel astralno projekcijo, ne da bi vedel, kaj to sploh je. Njegov duh je takrat prvič zapustil bolno telo in Cundrič je takrat gledal samega sebe, kako leži na postelji. To doživetje je pozneje opisal v pesmi Pild osemletnega otroka.
Že pri treh letih se je srečal s smrtjo. Ko so ob koncu avgusta kurili suhe stroke stročjega fižola, so otroci v igri skakali čez ogenj in Cundričeva štiriletna sestrica je padla v plamene ter se vžgala. Pesnik se spominja joka, kričanja, goreče sestre, ki teče proti domu, ljudi, oblečene v črno, postavljanje mrtvaškega odra za sestro, ki je umrla v bolnišnici na Golniku. Doživljanje te tragične nesreče je pesnik opisal v pesmi Moja mlajša sestrica.
Kasneje se je poročil z Magdaleno Cundrič. V zakonu sta se jima rodili hčerki Monika in Andreja. Že zelo zgodaj sta skupaj z Magdaleno vnukoma Juretu in Tadeju omogočila izdajo prve knjige, hkrati pa se je Valentin pojavil kot mentor pri ustvarjanju vnukinje Sare.

## Začetki literarnega ustvarjanja
Pesniti je začel že v drugem razredu osnovne šole, takrat pod vplivom Simona Gregorčiča in Antona Vodnika. Med drugimi je v tem času nastala pesem Pogovor s ptico. Svoje stvaritve je skrival na domačem dvorišču, za skladovnico opeke. V četrtem letniku je imel že štiri debele zvezke pesmi. 1955 so mu še kot dijaku v Mladih potih objavili pesem Srečanje. Mesec kasneje je na republiškem natečaju za poezijo prejel prvo nagrado za pesem Dete in oblak, ki jo je leta 1961  objavil v svojem pesniškem prvencu z naslovom Krotko jutro. Leta 1958 sta bili v Planinskem vestniku objavljeni še dve njegovi pesmi, in sicer Izletniki ter Večer.
Prvi dve zbirki, Krotko jutro in Pojoči grm, sta izšli leta 1961. Okoliščine nastanka teh dveh zbirk pa pojasnjuje kar pesnik sam v pojasnilu profesorju Francetu Piberniku: »Prvi dve zbirki spremljajo nesrečna naključja: isto leto so izšli starejši avtorji, ki so me enostavno pohodili; naša generacija je nehala obstajati, še preden je samo sebe priznala; nakar perspektivovci mene niso pobrali na svoj voz, kot Krambergerja in Grafenauerja /…/ Ne glede na kvaliteto, je s kvantiteto roj mladih zasedel in obsedel laibacherske založbe, ki so nekdaj tiskale samo brezmadežno spočete pesnike, potlej pa vse, samo Cundriča ne. V tem je nekaj logike: moja pesniška ponudba izpada iz družbenih potreb, odnosno iz planiranja načrta družbenih potreb; no, načrtovati me res ni treba; dovolj je že, če se jih vse več vsekuje v gobelin moje poezije.« (Pibernik 1981)

## Pojoči grm
Pesniška zbirka Pojoči grm je izšla marca leta 1961 pri Državni založbi Slovenije. Tematika pesmi je v glavnem narava, človekov odnos do nje, ljubezen in hrepenenje po čisti ljubezni. Pesmi so v tej zbirki razdeljene na več vsebinskih enot, in sicer na pesmi o naravi, ljubezni, osamljenosti, minljivosti ter smrti. Glede na tematsko razdelitev je zbirka razdeljena na pet samostojnih ciklov in zaključno pesem z naslovom April. Ti cikli so: »Krona iz ptic« (Motiva prvega cikla sta samota in utesnjenost, ki se v podobi živali in narave razraščata v eksistencialno temo.), »Plavolasa deklica« (Za pesmi v tem ciklu je značilen podton otožnosti, pogojene z osamljenostjo in slutnjo smrti.), »Zvesto sidro« (Tu se v pesmih kaže najvišja vrednota v pesnikovem življenju, to je prijateljstvo.), »Zamračena soteska« (Osrednji tematiki tega cikla sta smrt in človekovo pričakovanje smrti.) in »Pojoči osti« (Pesnik se zopet srečuje s smrtjo, samoto, pogojeno z otožnim hrepenenjem za srečnim otroštvom.).

## Krotko jutro
Druga pesniška zbirka z naslovom Krotko jutro je izšla v maju leta 1961 pri založbi Obzorja Maribor. Pesmi so po vsebini in obliki precej podobne pesmim iz zbirke Pojoči grm. Zbirka je sicer razdeljena na cikle, a teh med seboj ne ločujejo naslovi posameznih enot, temveč verzi, vzeti iz pesmi, ki spadajo v cikel. Glede na to so oblikovani naslednji cikli: »Drevesa so se prijela za roke in odvriskala proti planinam« (V ta cikel spadajo pesmi, ki govorijo o naravi, o njeni dobrohotnosti do pesnika, o pesnikovem romantično zagledanem odnosu do te narave.), »Noč je zavela iz vesolja hladna in temna« (Pesmi tega cikla so polne mračnega razpoloženja in dušečega vzdušja. Pesnik je toplo domače okolje vasi zamenjal za hlad betonskega mesta. V vsakdanjem vrvežu se počuti izgubljenega in bolj osamljenega, kakor je bil prej na vasi. V obup ga spravlja misel, da se ljudje v mestih ne zavedajo, da se za velikimi okni stanovanj odvijajo različne življenjske usode, da za betonskimi stenami blokov živijo ljudje, ki so osamljeni, bolni in željni kakršnegakoli zanimanja okolice. Zaradi odtujenosti ljudi pa se jim želje nikdar ne uresničijo. Še naprej so sami v svojih boleznih in bolečinah. Taka je tudi njihova smrt – ne da bi kdo vedel zanjo, ne da bi v kom spodbudila občutek žalosti in praznine.), »Skrivaj te gledam in se te ne nagledam« (Ta cikel sestavljajo pesmi o ljubezni, ki je vse preveč odmaknjena, da bi bila odrešujoča. V njih pesnik znova izpoveduje svojo osamljenost. Okrog sebe vidi dekleta, ki ljubijo, vendar ne njega. Preveč je plah, da bi kateri izpovedal svoja čustva, zato lahko o ljubezni z njimi le sanja. Te njegove sanje so moreče, saj zanj ni upanja – nikoli se mu ne bodo uresničile.), »Tvoje telo je dišeč curek v fontani glasbe, vodnjak za potok moje moške sile« (V četrtem ciklu so daljše ljubezenske izpovedne pesmi, katerih skupna tema je pesnikova ljubezen do dekleta, njegova osamljenost. Cikel se od prejšnjega razlikuje zlasti po dolžini pesmi.).

## Kritika prvih dveh pesniških zbirk
Pojoči grm je bil kot zbirka nove generacije v literarnih krogih težko pričakovan, saj naj bi prinesel odgovor na vprašanje, kako se poezija mladega rodu, ki se je zavzemal za novo literarno smer v poeziji, tj. modernizem, razlikuje od tradicionalne poezije. Zato je logično, da je pri kritikih zbudil veliko pozornosti, prav tako kot tudi zbirka Krotko jutro, ki je izšla istega leta. O Pojočem grmu so pisali: Jože Prešeren v Tribuni št. 13 (1961), Jože Snoj v Naših razgledih št. 22 (1961) in Slavko Jug v reviji Nova obzorja številka 3-4 (1962). O obeh zbirkah sta pisala Jože Koruza in Božo Levec v Mladih potih št. 3 (1961). Kritiki so Cundriču očitali klišejskost in produktivnost. Kljub nekaterim negativnim kritikam se je v glasilu slovenskih založb, Knjigi 61, pojavilo pozitivno obarvano poročilo Pojočega grma. Kritik tu povzdiguje pesnikovo plodovitost, hkrati pa zbirki priznava umetniško dognanost.

## Nadaljnje ustvarjanje
Kljub temu, da so kritiki Cundriča označili kot plodovitega pesnika, pa je njegova naslednja, tj. tretja, pesniška zbirka izšla šele leta 1971. Cundrič se je v tem obdobju usmeril na izdajanje pesmi v periodičnem tisku. Tako je leta 1965 v Problemih izšel cikel petnajstih sonetov Krušni čas; leta 1967 je v Dialogih objavil sonetni venec Pesmi za Marijo Magdaleno; 1968 je ista revija objavila pesem Barska pevka; 1969 pa je v Problemih izšel cikel Pandemonij. Cundrič je pesmi objavljal tudi v jeseniškem železarskem glasilu Železar. 1970. leta so izšli: cikel petih pesmi Jantarjev dan, cikel Dvajset, Votivno življenje. V letu 1971 je v jeseniškem glasilu Listi št. 3, objavil pesem Beseda kot gosenica. Vsi ti cikli in posamezne pesmi so bili tudi gradivo za tretjo pesniška zbirka z naslovom Gorgona, ki je izšla pri založbi Obzorja Maribor. 1973 je pri založbi kulturnoumetniškega kluba Tone Čufar pri DPD Svoboda Jesenice izšla zbirka sonetov z naslovom Soneti. Zbirko sestavlja štirinajst sonetnih vencev in petnajsti, magistralni venec ter motto, ki je hkrati magistrale magistralnega sonetnega venca. Valentin Cundrič je s Soneti pričel »odisejado« forme sonetnega venca sonetnih vencev, ki jo je do leta 2004 uresničil osemkrat. Cundrič sonete označi kot poezijo zavesti, najdenja smisla.

## Sonetni venec sonetnih vencev (SVsv)
ali véliki sonetni venec je forma, ki jo sestavlja več sonetnih vencev. Boris A. Novak piše, da je eden izmed pionirjev te forme Milan Batista, medtem ko se je ideja za njegov nastanek v začetku 20. stoletja porodila uradniku Jožefu Zazuli. Leta 1945 je idejo o SVsv v delu Sla spomina uresničil Janko Moder, a je delo zaradi političnih okoliščin izšlo šele leta 1994. Zato je za izvornega avtorja SVsv dolgo časa veljal Mitja Šarabon, ki je kot prvi svojo obsežno pesnitev objavil leta 1971. »Medtem ko so pri Šarabonu in Modru vsi sonetni venci medsebojno povezani s ponavljajočimi se verzi in rimami, tako da vsi magistralni soneti tvorijo magistrale magistralov (skupaj 211 sonetov), si je Cundrič težavno nalogo nekoliko olajšal s tem, da je sprostil pretirano strogost rimanja in ritma ter se odpovedal magistralnim sonetom (zato je pri njem število sonetov nižje – 196).« (Novak 2004: 106)

## Poezija
Poglavitni del Cundričevega ustvarjanja je predvsem poezija za odrasle, piše pa tudi otroške pesmi.

## Proza
Glede na število objavljenih tekstov je pri Cundriču proza na drugem mestu. Eden izmed žanrov, ki se mu pisatelj posveča, je magična proza.

## Drama
Drami sta v Cundričevem opusu dve, in sicer Listanje po knjigi prostora ter Angelu pogleske cerkve, ki sta izšli v razmahu osmih let.

## Razprave
Cundrič je svoj opus obogatil z razpravami o jeziku, kjer je že po naslovih razvidna skrb za jezik.

## Razmišljanja
Med drugim se Cundrič v tem delu svojega opusa ukvarja s prerokbami in aforizmi.

### Poezija za odrasle
- Krotko jutro (Maribor: Obzorja, 1961),
- Pojoči grm (Ljubljana: DZS, 1961),
- Gorgona (Maribor: Obzorja, 1971),
- Soneti za Marijo (Jesenice: Samozaložba, 1972),
- Saturniana (Jesenice: Samozaložba, 1972),
- Soneti (Jesenice: Kulturno umetniški klub Tone Čufar, 1973),
- Pesniški list (Jesenice: Samozaložba, 1976),
- Presečna ura (Jesenice: Samozaložba, 1977),
- Plamenice v vrčih (Jesenice: Samozaložba, 1978),
- Vrči, zajetje luči in teme (Ljubljana: MK, 1979),
- Žegenbajn (Jesenice: Samozaložba, 1980),
- Čatež (Jesenice: Samozaložba, 1980),
- Gorenjski Ajalon (Jesenice: Samozaložba, 1981),
- Molitveni opaž (Jesenice: Samozaložba, 1981),
- Rosikonj (Jesenice: Samozaložba, 1981),
- Pesmi (Jesenice: Samozaložba, 1981),
- Apokrif (Jesenice: Samozaložba, 1981),
- Rosikonj, izbrane pesmi (Jesenice: Samozaložba, 1982),
- Daena (Jesenice: Samozaložba, 1982),
- Molitveni opaž (Jesenice: Samozaložba, 1982),
- Ilnati romb (Jesenice: Samozaložba, 1982),
- Barok (Jesenice: Samozaložba, 1982),
- Stosonce (Jesenice: Samozaložba, 1982),
- Poimenovanja (Jesenice: Samozaložba, 1982),
- Bethezda (Jesenice: Samozaložba, 1982),
- Večeritve duhov (Jesenice: Samozaložba, 1983),
- Poimenovanja (Jesenice: Samozaložba, 1983),
- Pesemsol (Maribor: Obzorja, 1983),
- Abeceda magov (Jesenice: Samozaložba, 1983),
- Pesem je premaknjena gora (Jesenice: Samozaložba, 1983),
- Presvetlitve (Jesenice: Samozaložba, 1984),
- Radravardar (Jesenice: Samozaložba V. Cundrič, 1984),
- Pesmi za Sonjo (Jesenice: Samozaložba, 1984),
- Siringa (Jesenice: Samozaložba, 1984),
- Gofrove ruševine (Ljubljana: CZ, 1984),
- Locen zlat, srebrn (Jesenice: Samozaložba, 1984),
- Puntarsrajca (Jesenice: Samozaložba, 1984),
- Črnkralj (Jesenice: Samozaložba, 1984),
- Kajn vejevnjak (Jesenice: Samozaložba, 1985),
- Kajn dolbe blodnjak (Jesenice: Samozaložba, 1985),
- In Abela galeba ni (Jesenice: Samozaložba, 1985),
- Setlantida (Jesenice: Samozaložba, 1985),
- Izbor pesmi V. Cundriča (Jesenice: Samozaložba, 1985),
- Črvojedine (Jesenice: Samozaložba, 1986),
- Pesem (Jesenice: Samozaložba, 1986),
- Pesmi Valentina Cundriča (Jesenice: Samozaložba V. Cundrič, 1986),
- Dve tutujki (Jesenice: Samozaložba A. Cundrič, 1987),
- Na gori spremenjenje (Jesenice: Samozaložba V. Cundrič, 1987),
- Tihec gvažar, skupaj s S. Koranter (Jesenice: Samozaložba, 1988),
- Jelenduša (Jesenice: Samozaložba, 1989),
- Zavidanje tisočletja (Jesenice: Samozaložba, 1990),
- Tihecangel, gvažarbog (Jesenice: Samozaložba, 1990),
- Agenda (Jesenice: Samozaložba, 1990),
- Popelič (Jesenice: Samozaložba, 1990),
- Glaj (Jesenice: Samozaložba, 1990),
- Na gori spremenjenje (Jesenice: Samozaložba, 1990),
- Nasmehi (Jesenice: Samozaložba, 1990),
- Ginungagap (Jesenice: Samozaložba, 1992),
- Remphambog (Jesenice: Samozaložba, 1992/93),
- Ziljštajn (Jesenice: Samozaložba, 1993),
- Pesmi za Sonjo in Radravardar (Jesenice: Samozaložba, 1993),
- Dnevi za dušo (Jesenice/Kranj: Samozaložba, 1993),
- Na gori spremenjenje (Jesenice/Kranj: Samozaložba, 1993),
- Razglašenje pildov (Jesenice: Samozaložba, 1994),
- Terjatve (Jesenice: Samozaložba, 1994),
- Razglašenje pildov (Jesenice: Samozaložba, 1995),
- Terjatve (Jesenice/Kranj: Samozaložba, 1995),
- Pesmi o bengaličnem telesu (Ljubljana: Društvo za revitalizacijo literature, 1996),
- Pamtivid (Jesenice: Samozaložba, 1997),
- Pesem, ki počiva (Jesenice: Samozaložba, 1998),
- Gostopevec (Jesenice: Samozaložba, 1998),
- Slovenska knjiga mrtvih (Kranj: Nova Atlantida, 1998),
- Akrezion (Jesenice: Samozaložba, 1998),
- Mignon (Jesenice: Samozaložba, 1999),
- Črna žlica (Jesenice: Samozaložba, 1999),
- Žalik (Jesenice: Samozaložba, 1999),
- Povrnljivosti (Jesenice: Samozaložba, 1999),
- Živpesem (Jesenice: Samozaložba, 1999),
- Besedogorje (Jesenice: Samozaložba, 1999),
- V pesmi Pesem skrita (Maribor: Drumac, 1999),
- Dano, zakopano (Jesenice: Samozaložba, 2001),
- Zatišje v pepelu (Jesenice: Samozaložba Žetev, 2002),
- Poševnica v sinjem (Jesenice: Samozaložba Žetev, 2002),
- Tisti črni trn (Jesenice: Samozaložba, 2003),
- Štiriperesna, v slov., angl., nem. in srbskem jeziku (Jesenice: Samozaložba Žetev, 2004),
- Balada o koprivjem semenu (antologija) (Žirovnica: Medium, 2008),
- Živmutec (Žirovnica: Medium, 2009),
- Zlog besedojed, zlog judež (Žirovnica: Medium, 2010),
- Črnkos (Jesenice: Samozaložba Žetev, 2011),
- Srebrnina (Jesenice: Samozaložba V. Cundrič, 2012),
- Jasmin v spominu mojem (Jesenice: Samozaložba V. Cundrič, 2013).

### Poezija za otroke
- Otroku nekaj otroškega (Jesenice: Samozaložba, 2001),
- Knjiga bere Saro (Jesenice: Samozaložba Žetev, 2006),
- Čučuvlaki (Jesenice: Samozaložba Žetev, 2009),
- Je ptiček bos (Jesenice: Samozaložba Žetev, 2010).

### Prozna dela
- Votivna pesem (Jesenice: Samozaložba, 1985),
- Črvojedine ali òrka Tinc (Jesenice: Samozaložba Žetev, 1986),
- Rujevit trismegist (Jesenice: Samozaložba A. Cundrič, 1987),
- Varščine (Jesenice: Kulturno umetniški klub Tone Čufar, 1991),
- Trijon (Jesenice/Kranj: Samozaložba, 1993),
- Tinov rokopis (Jesenice: Samozaložba, 1998),
- Skrivnosti romba (Jesenice: Samozaložba, 1998),
- Romb tatinast (Jesenice: Samozaložba, 1998),
- Prehodiščni molk (Jesenice: Samozaložba, 1998),
- Troedinost praknjige (Jesenice: Samozaložba, 2002),
- Batuelovo oznanilo (Jesenice: Samozaložba, 2002),
- Padci skoz reči (Jesenice: Samozaložba Žetev, 2002),
- Arijski paragrafi ali Knjiga, ki joče (Jesenice: Samozaložba, 2003),
- Peti del peteroknjižja (Jesenice: Samozaložba Žetev, 2004),
- Besedni dvojec (Jesenice: Samozaložba Žetev, 2006).

### Dramska dela
- Listanje po knjigi prostora (Jesenice: Samozaložba, 2001),
- Angelu pogleske cerkve (Jesenice: Samozaložba Žetev, 2009).

### Razprave o jeziku
- Blaga beseda jezika (Jesenice/Kranj: Samozaložba, 1994),
- Izzajezik (Jesenice: Samozaložba, 1994),
- Jezik staroselec (Jesenice: Samozaložba, 1994),
- Jezik, božja podoba in sličnost (Jesenice: Samozaložba, 1994),
- Blaga beseda jezika (Jesenice: Samozaložba, 1995),
- Jezik v senci (Jesenice: Samozaložba, 1995),
- Vračanje v izzajezik (Jesenice: Samozaložba, 2001).

### Teksti za razmislek
- Najdipes (Jesenice: Samozaložba, 1987),
- Sprevida (Jesenice: Samozaložba, 1993),
- Prašičji vzporednik (Jesenice: Samozaložba, 1998),
- Prerokbe (Jesenice: Samozaložba, 2001),
- Umevanje človeškega (Jesenice: Samozaložba Žetev, 2007),
- Aforizmi (Jesenice: Samozaložba V. Cundrič, 2012).